# Amerikansk kammanet
Amerikansk kammanet (Mnemiopsis leidyi) är en kammanet som naturligt förekommer i västra Atlanten, men som har spritts med barlastvatten även till andra områden, bland annat Europa. År 2006 hittades den för första gången i svenska vatten. Den betraktas som en invasiv art eftersom den kan förökar sig snabbt och äter så stora mängder djurplankton att det har påverkat balansen i ekosystemen i de områden där den introducerats negativt.

## Kännetecken
Den amerikanska kammaneten blir upp till 10 centimeter lång och har vanligen en genomskinlig eller nästan genomskinlig kropp. Djurets bredd är upp till 2,5 centimeter. På kroppen har kammaneten fyra rader ciliekammar. På engelska är ett vardagligt namn för denna kammanet "sea walnut", eftersom dess kropp till formen anses påminna lite om en valnöts.

## Invasiv art
Amerikansk kammanet är anpassningsbar och kan tolerera varierande salthalt och temperatur. Den upptäcktes i Svarta havet i början av 1980-talet dit den troligen förts med fartygens barlastvatten. Det har antagits att kammanetens närvaro bidrog till den senare kollaps av fiskebestånden som skedde i Svarta havet vid 1990-talets början eftersom kammaneten då den saknade naturliga fiender i Svarta havet kunde föröka sig i stor mängd. Från Svarta havet spred sig den amerikanska kammaneten under senare delen av 1980-talet till Azovska sjön och till slut vidare till Marmarasjön och östra Medelhavet. Genom barlastvatten kom den amerikanska kammaneten även att nå Kaspiska havet.
Efter att en annan introducerad kammanet, Beroe ovata, hittades i Svarta havet 1997 har mängden amerikanska kammaneter i Svarta havet minskat, då Beroe ovata äter den amerikanska kammaneten.